# Municipio di Bloemfontein
Il Municipio di Bloemfontein (in inglese: Bloemfontein City Hall) è un edificio storico, sede municipale della città di Bloemfontein in Sudafrica. 

## Storia
L'edificio venne eretto tra il 1934 e il 1936 secondo il progetto dell'architetto Gordon Leith. La prima pietra venne posata il 27 febbraio 1934 dal principe Giorgio, duca di Kent. Il complesso venne invece ufficialmente inaugurato il 4 dicembre 1936 da George Villiers, VI conte di Clarendon, all'epoca governatore generale dell'Unione Sudafricana.
Il 21 giugno 2017 l'edificio venne dato alle fiamme durante una protesta della South African Municipal Workers Union. Gli archivi municipali custoditi nell'edificio sono andati perduti nell'incendio. Da allora, il complesso è stato sottoposto a importanti lavori di restauro, terminati nel 2021.

## Descrizione
Il palazzo, che si sviluppa su due livelli, è realizzato in pietra arenaria. La facciata principale, simmetrica, è contraddistinta dalla presenza di due torri gemelle.

## Galleria d'immagini

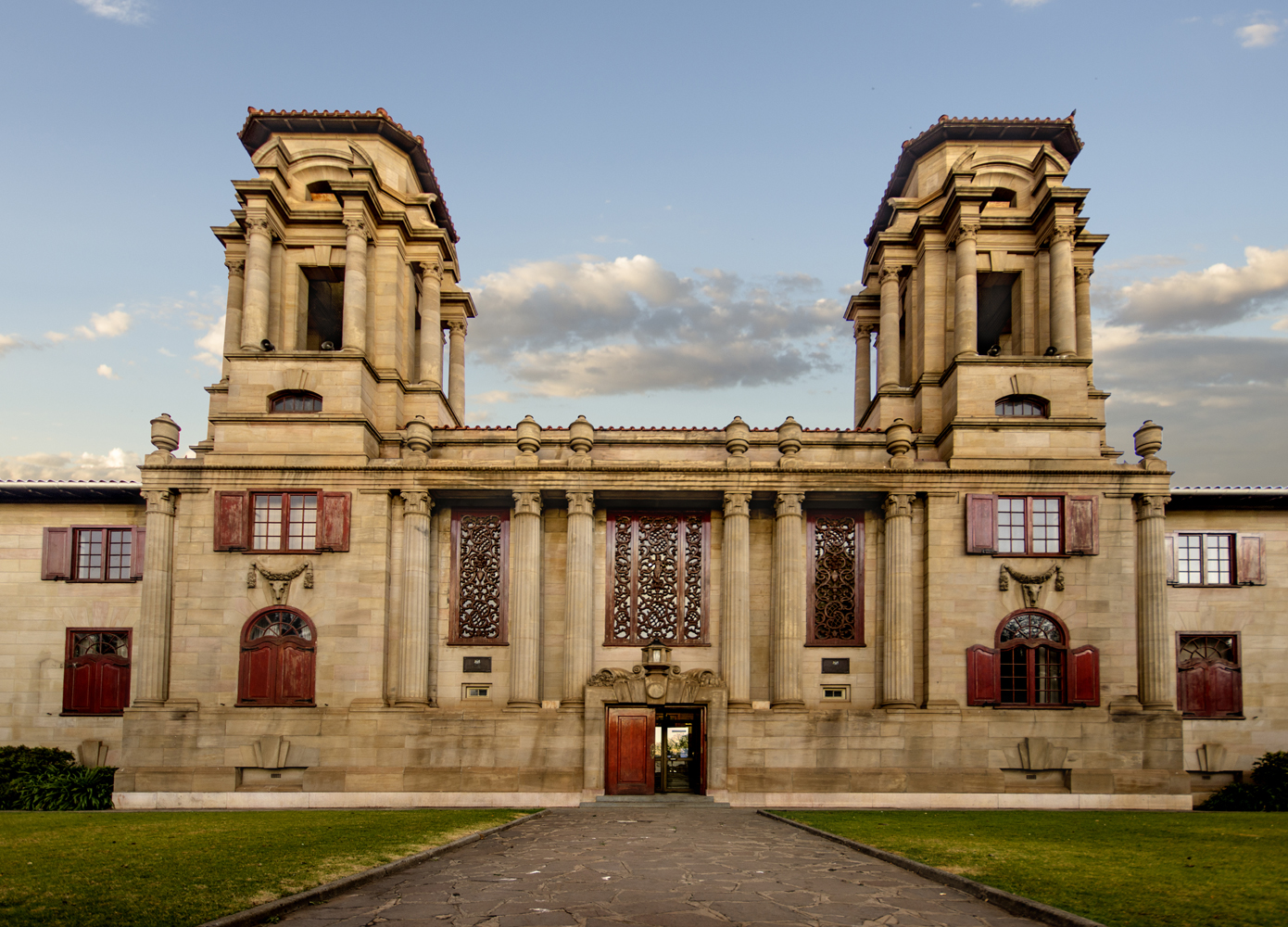
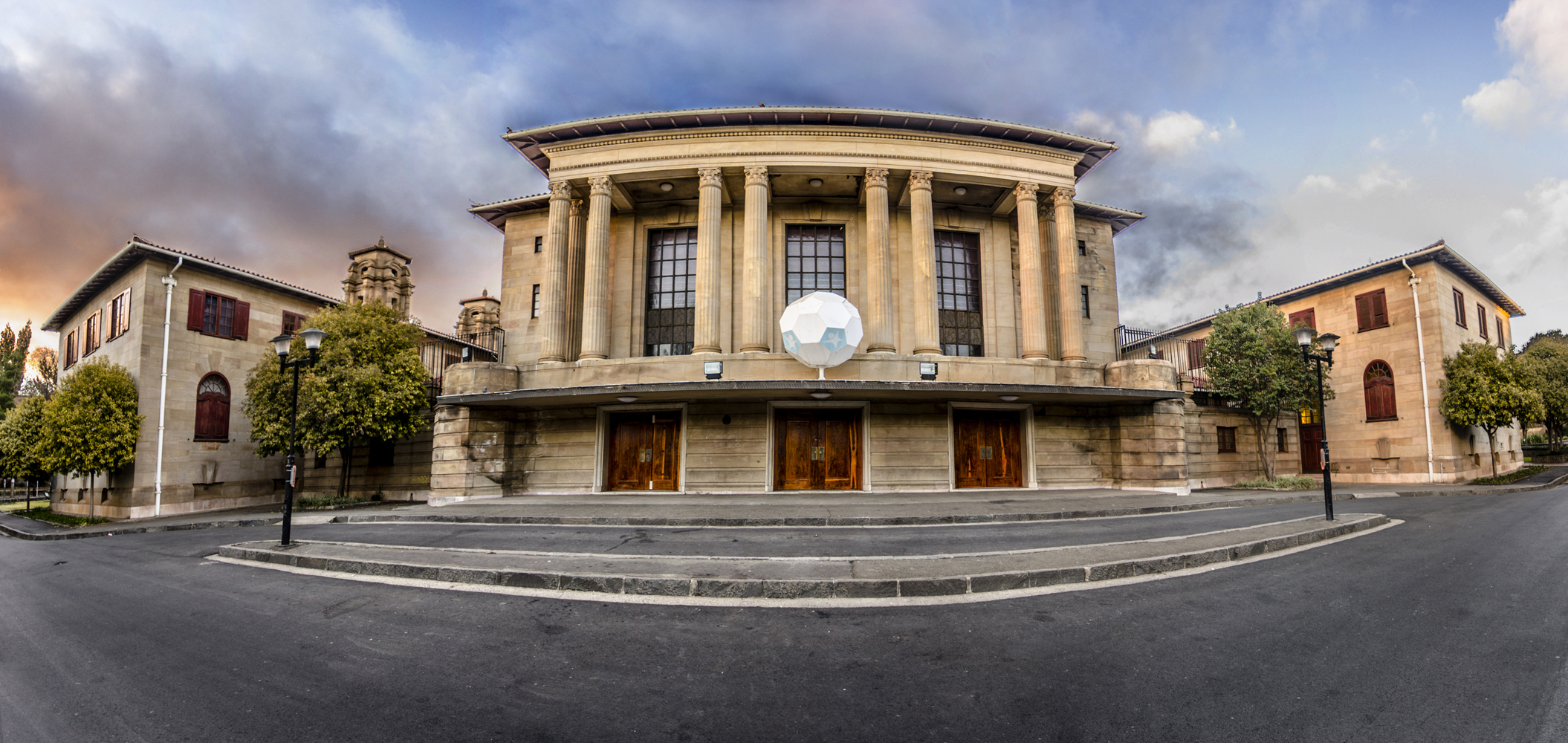
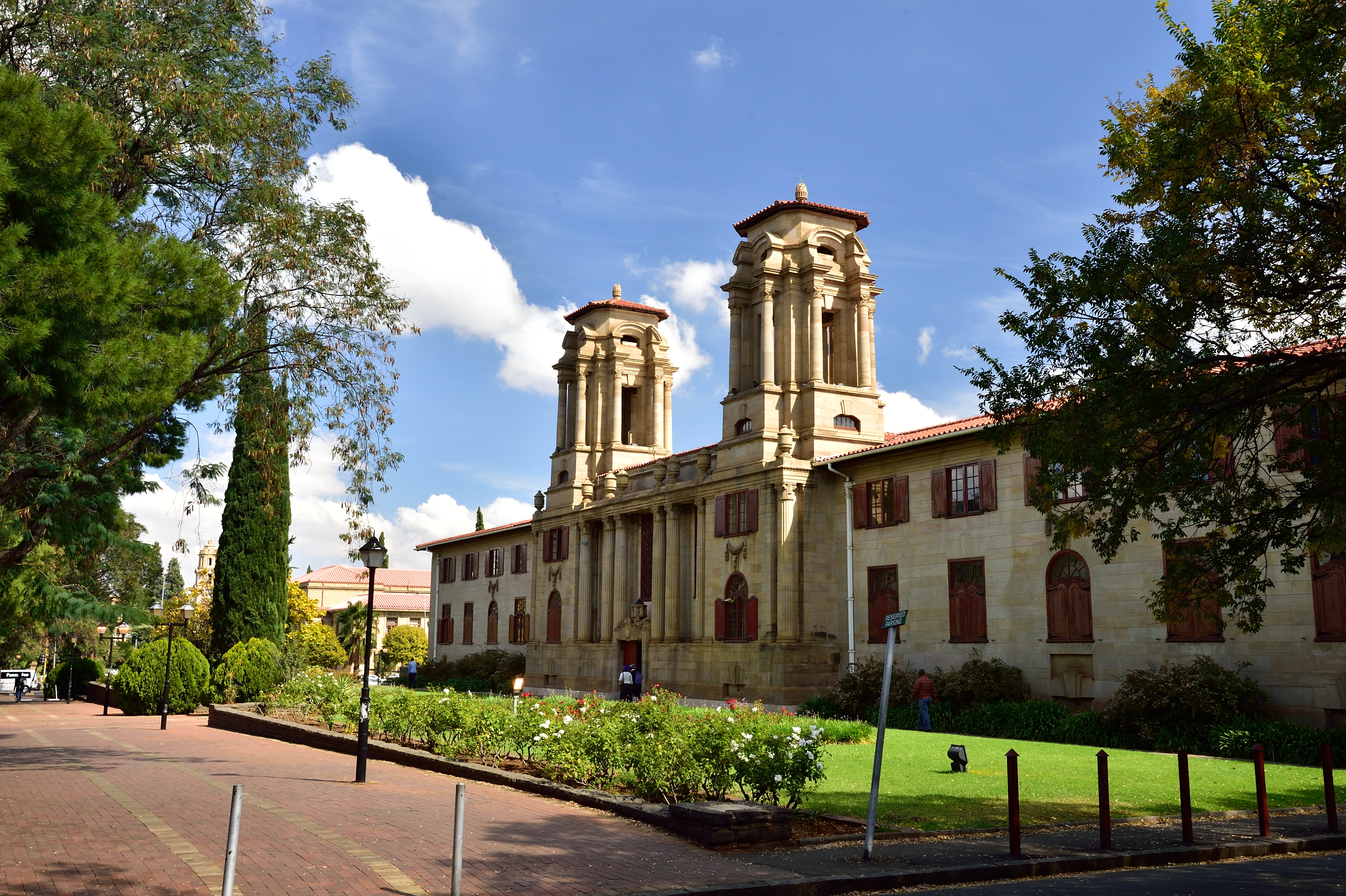